# Гротув (Стшелецько-Дрезденецький повіт)
Гротув (пол. Grotów, нім. Modderwiese) — село в Польщі, у гміні Дрезденко Стшелецько-Дрезденецького повіту Любуського воєводства.
Населення — 356 осіб (2011).
У 1975-1998 роках село належало до Гожовського воєводства.

## Демографія
Демографічна структура станом на 31 березня 2011 року:
|          | Загалом | Допрацездатний вік | Працездатний вік | Постпрацездатний вік |
| -------- | ------- | ------------------ | ---------------- | -------------------- |
| Чоловіки | 186     | 43                 | 124              | 19                   |
| Жінки    | 170     | 39                 | 95               | 36                   |
| Разом    | 356     | 82                 | 219              | 55                   |